# ササエルの中には誰もいない
『ササエルの中には誰もいない』（ササエルのなかにはだれもいない、英: I'm not SASAEL）は、こめつぶによる日本の4コマ漫画作品。『まんがタイムきららキャラット』（芳文社）にて、2021年8月号から10月号までゲスト掲載後、同年12月号から2024年1月号まで連載された。

## あらすじ
高校入学を機に姉・日和子の暮らす宮城県の港町、天河市のアパートへと引っ越してきた主人公・駒蔵小依。引っ越し当日、アパートを訪れた小依は待ち構えていた日和子とその友人・伊達雲雀によって二人が考案した商店街のPRキャラクター「笹かまぼこの天使・ササエル」の姿に仕立て上げられる。はじめは嫌がる小依だったが、バイト代に釣られる形でササエルのアクターとして活動していく日々が幕を開ける。

## 登場人物

### 主要な登場人物
駒蔵 小依（こまくら こより）
天河高校1年生。高校進学を機に姉・日和子の住む天河市へと引っ越してきて、天河商店街のPRキャラクター・ササエルのアクターを務めることになる。当初こそササエルとして活動することに乗り気でなかったが、クジベェくんショップを訪れて興奮する茅に機嫌を損ねたり、ササエルにダーティーなイメージがつくことを嫌がるなど相応に愛着は持っている。
ササエル
天河商店街のPRキャラクター。雲雀が発案し、日和子がデザインを担当した。天界から修行にやってきた「笹かまぼこの天使」で11歳という設定。人前に出る際の格好はいわゆるゆるキャラのような着ぐるみ姿ではなく、ウィッグと衣装で着飾った小依のコスプレに近い。主な活動として地元でのイベントへの参加や、動画投稿サイトへの投稿、タペストリーのようなグッズのネット販売も行っている。知り合い（特に同級生）にバレたくないという小依の意向もあり、正体が小依であることを知る人物は限られる。
PRキャラクターとして誕生したのは最近になってからだが、元々は10年前に起きた災害の後、当時小学生だった日和子と雲雀が「私たちでみんなが元気になることをしよう」とアイディアを考える中で日和子が描いたアイドル衣装のイラストがルーツとなっている。

### 天河高校の人物
稲井 茅（いない かや）
天河高校1年生で小依のクラスメイト。ご当地マスコット好きでササエルのファンの1人。美形でスタイルもいいが自由で奔放な性格の持ち主。尾花山（おばなやま）神社の宮司の娘で、一部の参拝客からは「茅様」と呼ばれかわいがられている。

前谷 千鈴（まえや ちすず）
小依や茅とは別のクラスに通う天河高校1年生。茅とは幼馴染にあたり「ヤッチー」のあだ名で呼ばれる。性格は真面目で世話焼き。華やかな有名人になることを夢を持つ。実家は居酒屋「老人と海」で、自身が厨房に立つこともある。

沢田 ミナミ（さわだ ミナミ）
鹿又 芽衣（かのまた めい）
小依のクラスメイト達。

### ササエルの関係者
駒蔵 日和子（こまくら ひよりこ）
小依の姉でイラストレーター。ササエルのデザインを担当した。ご当地マスコット事業で一発当てること目論み、衣装製作や動画撮影、コラボレーションの交渉といった実務も行っている。

伊達 雲雀（だて ひばり）
日和子の友人で天河商店街にある老舗かまぼこ店「伊達かまぼこ」の娘。天河市PR計画会長を務め、ササエルの発案者でもある。日和子とは同い年で、10年前の災害の影響で天河市外に住む親戚の家に半年ほど避難していた際に知り合った。

佳景山 常子（かけやま とここ）
天河市公認マスコットキャラクター・クジベェくんのアクターを務める女性。性格は非常に気弱だが、抜群の運動神経を持つ。ササエルとクジベェくんのユニット結成を機に小依と日和子の暮らすアパートの隣室へと引っ越してきた。
クジベェくん
天河市の公認マスコットキャラクターで「鯨ベーコンの妖精」。コラボレーションをきっかけにササエルとユニットを結成する。イベントなどでは基本的に着ぐるみ姿だが、全身タイツや水着に頭部の被り物をしただけの簡易版で出演することもある。
涌谷 直希（わくや なおき）
天河市役所企画課の女性職員。クジベェくんの広報活動や、イベントでは司会業なども担当している。常子とは高校時代の同級生。
青羽 未萩（あおば みはぎ）
歌唱動画やギターを使ったライブパフォーマンスで人気の宮城県応援アイドル。14歳。仙台市在住だが、ササエルとの共演をきっかけに小依と知り合ってからは頻繁に天河市を訪れるようになる。

## 舞台・用語
天河市（あまかわし）
本作の主要な舞台となる宮城県の港町。過疎化が懸念され、ショッピングモールが主要な外出スポットの1つとして挙げられる典型的な地方都市。名産品は笹かまぼこと鯨肉。夏には「天河くじら祭り」と題されたイベントが行われる。
10年前に起きた災害では津波によりほとんどの建物が流される被害を受けた。
モデルについて、作者のこめつぶは単行本1巻の後書きで宮城県石巻市をベース（地理的には石巻市とほぼ同じ）に、気仙沼や志津川などの要素が入っているとしている。実在する施設や建造物がモデルとなっている場面もあり、2023年6月には石巻市にある施設・おしかホエールランドが同施設をモデルに描かれたシーンを再現する写真をTwitterに投稿している。
新鮮★あまかわ同盟
ササエルとクジベェくんがコラボレーションをきっかけに結成したユニット。小依、日和子と常子が暮らすアパートを事務所としている。

## 書誌情報
- こめつぶ『ササエルの中には誰もいない』芳文社〈まんがタイムKRコミックス〉、全2巻[7]
  1. 2022年9月27日発売[7]、ISBN 978-4-8322-7403-7
  2. 2023年12月26日発売[7]、ISBN 978-4-8322-9513-1